# برونو روزتی
برونو روزتی (ایتالیایی: Bruno Rosetti؛ زادهٔ ۵ ژانویهٔ ۱۹۸۸) قایقران روئینگ اهل ایتالیا است.